# Eduardo Pereira Rodrigues
Eduardo Pereira Rodrigues, genannt Dudu (* 7. Januar 1992 in Goiânia), ist ein brasilianischer Fußballspieler, der beim Cruzeiro EC unter Vertrag steht.

## Karriere
Dudu begann seine Karriere beim Cruzeiro EC aus Belo Horizonte und spielte am 14. Juni 2009 sein erstes Spiel in der Série A gegen SE Palmeiras. Am 27. April 2010 wurde der damals 18-jährige für ein Jahr an den Coritiba FC verliehen und kehrte 2011 zu Cruzeiro zurück. Am 27. August 2011 wurde bekannt gegeben, dass Dudu für eine Ablösesumme von fünf Millionen Euro zum ukrainischen Fußballverein Dynamo Kiew wechselt.
Anfang 2014 kehrte Dudu nach Brasilien zurück. Hier erhielt er einen neuen Kontrakt beim Grêmio FBPA. Der Kontrakt war ein Leihvertrag erhielt eine Laufzeit bis Ende 2014.
Nachdem im Dezember zunächst der SC Corinthians die Verpflichtung von Dudu zur Saison 2015 ankündigte, wurde im Januar darauf die Vertragsunterzeichnung beim Lokalrivalen SE Palmeiras bekannt. Der Kontrakt erhielt eine Laufzeit über vier Jahre. Gleich in seinem ersten Jahr bei dem Klub kam der erste Erfolg mit Gewinn des nationalen Pokals 2015. Dabei erzielte er im Finalrückspiel zwei Tore gegen den FC Santos. Im Zuge des Gewinns der neunten nationalen Meisterschaft 2016 stand Dudu in 33 Spielen (drei Tore) auf dem Platz. Zwei Jahre später beim zehnten Titelerfolg in der Meisterschaft 2018 spielte er 31 Mal mit (sieben Tore). Seine Leistungen in den Jahren führten zu zahlreichen Auszeichnungen und im Januar 2019 zu einer Vertragsverlängerung bis Ende 2023.
Am 9. Juli 2020, nach fünfeinhalb Spielzeiten bei Palmeiras, wurde Dudu nach Katar an al-Duhail SC ausgeliehen. Der Klub zahlte sieben Millionen Euro für ein Jahr. Der Kontrakt enthielt die Klausel Dudu nach Ablauf der Leihe für weitere sechs Millionen Euro zu kaufen. Die Option wurde durch den Klub nicht gezogen und Dudu kehrte zu Palmeiras zurück. Am 27. November 2021 konnte er mit dem Klub die Copa Libertadores 2021 gegen CR Flamengo gewinnen. Nach dem Sieg in der Staatsmeisterschaft 2022, konnte Dudu mit Palmeiras im November deren elften nationalen und persönlich seinen dritten Meistertitel feiern. 2023 schloss sich die vierte Meisterschaft an.
Ende Dezember 2024 gab der Cruzeiro EC die Rückkehr von Dudu für 2025 bekannt. Kurz nach Beginn der Série A 2025 wechselte der Spieler zum Lokalrivalen Atlético Mineiro.

## Erfolge
Cruzeiro
- Staatsmeisterschaft von Minas Gerais: 2011

Palmeiras
- Copa do Brasil: 2015
- Campeonato Brasileiro de Futebol: 2016, 2018, 2022, 2023
- Copa Libertadores: 2021
- Recopa Sudamericana: 2022
- Staatsmeisterschaft von São Paulo: 2022, 2023
- Supercopa do Brasil: 2023

## Auszeichnungen
- Bola de Prata: 2016, 2017, 2019[9], 2022[10]
- Bola de Ouro: 2018
- Prêmio Craque do Brasileirão: Auswahl des Jahres 2016, Bester Spieler 2018

## Kontroversen
Am 18. Juli 2025 wurde der brasilianische Fußballspieler Dudu vom Verein Atlético Mineiro vom Obersten Sportgerichtshof Brasiliens (STJD) für sechs Spiele gesperrt und zu einer Geldstrafe in Höhe von 90.000 R$ verurteilt. Grund waren als misogyn eingestufte Äußerungen, die er im Jahr 2023 in sozialen Netzwerken über die Präsidentin von Palmeiras, Leila Pereira, veröffentlicht hatte. Das Urteil erfolgte einstimmig aufgrund einer Beschwerde der União Brasileira de Mulheres und beinhaltete eine Zeugenaussage von Pereira. Atlético Mineiro beantragte daraufhin eine aufschiebende Wirkung (efeito suspensivo), um Dudu bis zur endgültigen Entscheidung einsatzfähig zu halten. Parallel dazu führen beide Parteien Zivilklagen wegen Verleumdung und moralischer Schadensersatzforderungen gegeneinander.